# You’re Going to Lose That Girl
You’re Going to Lose That Girl (englisch für: „Du bist dabei, dein Mädchen zu verlieren“) ist ein Lied der britischen Band The Beatles aus dem Jahr 1965, das auf dem Album Help! unter dem Copyright Lennon/McCartney erschien.

## Hintergrund
“The lyrics are an advance, story-wise, on She Loves You, where someone is mistreating his girl […]” („Der Text ist eine Weiterentwicklung, in Bezug auf die Geschichte, gegenüber She Loves You, wo jemand sein Mädchen schlecht behandelt […]“). Dort hatte es nämlich geheißen “She said you hurt her so” („Sie sagte, du hast sie so verletzt“). Hier heißt es u. a.: “If you don’t treat her right” („Wenn du sie nicht richtig behandelst“).

## Komposition
John Lennon: „Das ist von mir.“ „You’re Going to Lose That Girl wurde von John und Paul gemeinsam in Johns Haus in Weybridge geschrieben […] Es war Johns Idee, Paul schätzt, daß John etwa sechzig Prozent und er selbst vierzig Prozent dazu beigetragen habe.“
Das Lied steht im 4⁄4-Takt, ist in E-Dur und G-Dur notiert und hat eine Länge von 2:18 Minuten. Das Tempo wird mit „Moderato“  angegeben, vom Genre her ist der Song eine Ballade.

## Text
„Hauptsächlich von John verfaßt, geht es in dem Song um eine Warnung an einen nicht genannten Mann, daß, wenn er seine Freundin nicht besser behandele, John sich ihrer annehmen würde – womit er ein Thema ausführt, das er zum ersten Mal in She Loves You skizziert hatte.“ „Zwar erinnert der Song mit seiner Erzählsituation sehr deutlich an ‚She Loves You‘ – zwei Männer unterhalten sich über eine Frau, der Sänger gibt seinem Gegenüber einen Rat – , aber in erster Linie führt von hier ein Weg zurück zu ‚This Boy‘: Wenn es dann dazu kommt, dass der Sänger das in Rede stehende Mädchen für sich gewinnt, ist der frühere Song die denkbare Antwort des Verlassenen.“

## Aufnahme
Die Aufnahme erfolgte am Freitag, den 19. Februar 1965 im Studio 2 der Abbey Road Studios. Es wurden insgesamt nur zwei Takes aufgenommen. Produzent war George Martin, Toningenieur Norman Smith. Die Abmischungen des Liedes erfolgten am 20. Februar 1965 in Mono und am 23. Februar 1965 in Stereo.
Besetzung
- John Lennon: Gesang (double-tracked), akustische Rhythmus-Gitarre bzw. 1963 Gretsch G 6119 Chet Atkins Tennessean[16]
- Paul McCartney: Begleitgesang, Bass (1962–1963 Höfner 500/1), Klavier
- George Harrison: Begleitgesang, Leadgitarre (Sonic Blue Fender Stratocaster)[17]
- Ringo Starr: Schlagzeug (1964 Ludwig Oyster Black Pearl „Super Classic“), Bongos

## Veröffentlichungen
In Deutschland wurde die LP Help! am 12. August 1965 veröffentlicht (Hörzu SHZE 162), in Großbritannien bereits am 6. August 1965 (Parlophone PMC 1255 [Mono], PCS 3071 [Stereo]). Am 5. Oktober 1965 wurde in Japan die Single You’re Going to Lose That Girl / Tell Me What You See veröffentlicht.
Am 26. Februar 1987 erfolgte die Erstveröffentlichung des Albums Help! als CD in Europa (USA: 21. Juli 1987), in einer von George Martin im Jahr 1986 hergestellten digitalen neuen Stereoabmischung.

## Kritiken
„[…] hat deutlich mehr Substanz als die meisten anderen Stücke des Albums; ein Füllsel jedenfalls ist es nicht.“

“Catchy song, nicely sung by John with a very good falsetto […]”

„Eingängiges Lied, nett gesungen von John mit einem sehr guten Falsett […]“

## Coverversionen
Stars on 45 coverten 1981 Teile des Stückes auf ihrem Medley Stars on 45. The Rutles brachten eine Hommage heraus unter dem Titel Now She’s Left You.

## Filmszene
„Die Beatles sangen You’re Going to Lose That Girl in einer Szene in Help! die in einem Aufnahmestudio spielte und tatsächlich in den Twickenham Studios in London gedreht wurde. Der Song wird unterbrochen, als die Bande, die Ringo verfolgt, in die Decke des darunterliegenden Raumes ein Loch rund um sein Schlagzeug-Set schneidet.“